# Torneo di Wimbledon 1971
Il Torneo di Wimbledon 1971 è stata l'85ª edizione del Torneo di Wimbledon e terza prova stagionale dello Slam per il 1971. Si è giocato sui campi in erba dell'All England Lawn Tennis and Croquet Club di Wimbledon a Londra, in Gran Bretagna, dal 21 giugno al 3 luglio 1971.

## Risultati

### Singolare maschile
John Newcombe ha battuto in finale  Stan Smith con il punteggio di 6–3, 5–7, 2–6, 6–4, 6–4.

### Singolare femminile
Evonne Goolagong ha battuto in finale  Margaret Smith Court con il punteggio di 6–4, 6–1.

### Doppio maschile
Roy Emerson /  Rod Laver hanno battuto in finale  Arthur Ashe /  Dennis Ralston con il punteggio di 4–6, 9–7, 6–8, 6–4, 6–4.

### Doppio femminile
Rosie Casals /  Billie Jean King hanno battuto in finale  Evonne Goolagong /  Margaret Smith Court con il punteggio di 6–3, 6–2.

### Doppio misto
Billie Jean King /  Owen Davidson hanno battuto in finale  Margaret Smith Court /  Marty Riessen con il punteggio di 3–6, 6–2, 15–13.

## Junior

### Singolare ragazzi
Robert Kreiss ha battuto in finale  Stephen Warboys con il punteggio di 2–6, 6–4, 6–3.

### Singolare ragazze
Marina Krošina ha battuto in finale  Susan Minford con il punteggio di 6–4, 6–4.